# Kloster Prières
Das Kloster Prières (Notre-Dame de Prières; de Precibus) ist eine ehemalige Zisterzienserabtei in der Gemeinde Billiers im Département Morbihan, Region Bretagne, in Frankreich. Es liegt rund 28 km südöstlich von Vannes nahe der Küste und der Mündung des Flusses Vilaine.

## Geschichte
Das Kloster wurde 1251 von Herzog Johann I. der Bretagne gestiftet und reich dotiert. Der Gründungskonvent kam aus Kloster Buzay. Damit gehörte das Kloster der Filiation der Primarabtei Clairvaux an. Zu den Temporalia des Klosters gehörten die Salinen von La Guérande. Die Abtei wurde im 17. Jahrhundert umgebaut. In der Französischen Revolution wurde das Kloster aufgelöst und anschließend zur Kaserne. Als es 1801 in private Hände kam, blieb nur der Abbruch des größten Teils der Anlage. Die verbliebenen Teile werden von einem Rehabilitationszentrum genutzt.

## Bauten und Anlage
Von der im 18. Jahrhundert umgebauten Kirche blieben nur der Turm und ein als Kapelle eingerichteter Flügel des Querhauses mit den Resten der Gräber von Herzog Johann I. und Isabella von Kastilien. Erhalten sind auch das Gästehaus aus dem 18. Jahrhundert, die Communs und die Klostermauer aus dem Jahr 1699.